# Jean Grondin
 (avril 2014).
Pour les articles homonymes, voir Grondin.
Jean Grondin (né le 27 août 1955 au Cap-de-la-Madeleine) est un philosophe et un professeur canadien. Il est un spécialiste de la pensée d'Emmanuel Kant, de Hans-Georg Gadamer et de Martin Heidegger. Il l'est aussi de Paul Ricoeur, de la philosophie de la religion et grand spécialiste de l'herméneutique. Ses recherches portent principalement sur l'herméneutique, la phénoménologie, la philosophie classique allemande et l'histoire de la métaphysique.

## Formation et carrière
Après avoir effectué des études philosophiques de premier et deuxième cycle à l'Université de Montréal, il a fait une thèse sur le concept de vérité en herméneutique à l'Université de Tübingen (1982), où il a aussi étudié la philologie classique et la théologie. Il a enseigné à l'Université Laval de Québec de 1982 à 1990 et à l'université d'Ottawa en 1990-1991; professeur invité à Lausanne, Nice, Minsk, Naples, San Salvador, Port-au-Prince et Tucuman.
Jean Grondin enseigne à l'Université de Montréal depuis 1991. En plus de ses ouvrages, traduits en plus de seize langues, il est également l'auteur de plusieurs articles dans diverses revues philosophiques.
L'influence de Gadamer et de son ouvrage Wahrheit und Methode (Vérité et Méthode) (1960) (dont il est l'un des traducteurs de l'édition française) a été déterminante sur les travaux de Grondin. On lui doit d'ailleurs une première biographie intellectuelle de son maître (Hans-Georg Gadamer. Eine Biographie). Cet ouvrage était très attendu en Allemagne en raison, d'une part, de la compromission bien connue de Heidegger (maître et ami de Gadamer) avec le nazisme et, de l'autre, en ce qui concerne l'attitude discrète de Gadamer durant la Seconde Guerre mondiale.
Cette biographie a fait l'objet d'une traduction en espagnol (Herder & Herder, 2000), en italien (Bompiani, 2004) en anglais (Yale University Press, 2003) et en français (Grasset et Faquelle 2011).

## Brève présentation de sa réflexion
L'ouvrage le plus connu de Jean Grondin est L'universalité de l'herméneutique (1993), qui fut traduit en douze langues. Grondin y défend une conception de l'herméneutique fondée sur l'universalité du verbe intérieur : derrière tout discours, la compréhension vise un sens intérieur qui excède les termes du langage extérieur.
Cette conception du sens a été approfondie dans son essai plus personnel, Du sens de la vie (2003), où l'auteur défend l'idée que le sens de la vie n'a pas à lui être imposé de l'extérieur, mais qu'il doit lui être immanent. Ce sens est celui d'une vie qui aspire à un Bien supérieur. Le sens de la vie réside ainsi dans la transcendance de soi. Grondin critique alors les conceptions "constructivistes" du sens qui font du sens et de la réalité elle-même une construction de l'esprit ou du langage.
À partir de là, Jean Grondin a développé dans son Que sais-je? sur l'herméneutique, paru en 2006, une conception de l'herméneutique fondée sur l'idée que le sens que nous cherchons à comprendre "est toujours le sens des choses elles-mêmes, de ce qu'elles veulent dire, un sens qui dépasse assurément nos pauvres interprétations et l'horizon limité, mais, Dieu merci, toujours extensible de notre langage" (p. 123). Grondin s'oppose par là aux versions plus postmodernes de l'herméneutique.
Jean Grondin a également travaillé sur l'idéalisme allemand, Wilhelm Dilthey, l'herméneutique de Paul Ricœur, la théorie de l'interprétation de l'italien Emilio Betti, la déconstruction de Jacques Derrida, et sur les nouvelles phénoménologies comme celle de Jean-Luc Marion. Grondin a aussi traduit plusieurs livres de Gadamer : Vérité et méthode (et coll., 1996), La philosophie herméneutique (PUF, 1996), Les chemins de Heidegger (Vrin, 2002). Esquisses herméneutiques (Vrin, 2004), L'herméneutique en rétrospective (Vrin, 2005).
Dans Du sens des choses : l'idée de la métaphysique (PUF, 2013), Jean Grondin synthétise et approfondit des thèses qu'il a développées en métaphysique et en herméneutique. Revisitant le parcours de la métaphysique occidentale, il présente la métaphysique comme l'effort vigilant de la pensée humaine de comprendre l'ensemble du réel à partir de ses raisons, effort autocritique qu'il juge constitutif du projet même de la philosophie et de la science. Il fait fond sur l'expérience du sens qui est déjà celui des choses elles-mêmes. Cette métaphysique a été inaugurée par Platon quand il a enseigné que le réel devait être compris à partir de l'ordre de l'eidos qu'il laisse entrevoir. Ce sens des choses, nous ne pourrions pas ne pas le pressentir dans notre expérience, car sa négation le présupposerait encore. Grondin met en évidence le fait que même les critiques de la métaphysique (comme celles de Kant, Heidegger et Derrida) restent métaphysiques puisqu'elles s'efforcent elles-mêmes d'expliquer ce qui donne sens à notre expérience.

## Ouvrages publiés
- 1982 : Hermeneutische Wahrheit? Zum Wahrheitsbegriff Hans-Georg Gadamers (2e éd. 1994)
- 1987 : Le Tournant dans la pensée de Martin Heidegger (2e éd. 2011)
- 1989 : Kant et le problème de la philosophie : l'a priori
- 1991 : Emmanuel Kant. Avant/Après
- 1991 : Einführung in die philosophische Hermeneutik (3e éd. 2012); traduit en 16 langues, dont : "Introduction to Philosophical Hermeneutics", New Haven, Yale University Press, 1994, paperback : 1997
- 1993 : L'Universalité de l'herméneutique
- 1993 : L'Horizon herméneutique de la pensée contemporaine
- 1994 : Der Sinn für Hermeneutik
- 1994 : Kant zur Einführung (4e éd. 2007)
- 1999 : Hans-Georg Gadamer. Eine Biographie (trad. anglaise 2003, Hans-Georg Gadamer. A Biography)
- 1999 : Introduction à Hans-Georg Gadamer
- 2001 : Von Heidegger zu Gadamer
- 2003 : Du sens de la vie. Essai philosophique (trad. allemande 2006, espagnole 2004, néerlandaise 2005)
- 2003 : Le Tournant herméneutique de la phénoménologie
- 2004 : Introduction à la métaphysique (trad. espagnole 2006; anglaise: "Introduction to Metaphysics. From Parmenides to Levinas", Columbia University Press, 2012)
- 2006 : L'Herméneutique (5e éd. 2022)
- 2009 : El legado de la hermenéutica
- 2009 : La philosophie de la religion (5e éd. 2024) (espagnole 2010, allemande 2012, néerlandaise 2012, portugaise 2012)
- 2011 : Hans-Georg Gadamer. Une biographie
- 2011 : À l'écoute du sens. Entretiens avec Marc-Antoine Vallée (trad. espagnole 2014)
- 2013 : Paul Ricœur (3e éd. 2021) (trad. italienne 2014, japonaise 2014, portugaise 2015, arabe 2018, espagnole 2019)
- 2013 : Du sens des choses. L'idée de la métaphysique, PUF (trad. espagnole 2018)
- 2019 : La beauté de la métaphysique. Essai sur ses piliers herméneutiques (trad. espagnole 2020)
- 2019 : Comprendre Heidegger. L’espoir d’une autre conception de l’être
- 2022 :  L’esprit de l’éducation
- 2023 : (avec Serge Daneault) Entre Hippocrate et Socrate. La médecine et la philosophie en dialogue..
- 2024 :  Metaphysical Hermeneutics

## Publications sur Jean Grondin
- FRADET, Pierre-Alexandre, Le désir du réel dans la philosophie québécoise, Montréal, Nota bene, coll. Territoires philosophiques, 2022, 246 p.
- Dossier thématique intitulé "Disputatio" à propos du livre Du sens des choses. L'idée de la métaphysique, in Philosophiques, vol. 41, numéro 2, automne 2014, p. 351-412.
- PERRIN, Christophe, "Jean Grondin et les choses du sens. Note sur la vieille idée d'une idée nouvelle de la métaphysique", Giornale di metafisica 2/2014, 491-509.
- BEUCHOT, Mauricio/NADAL, Juan (eds.), Entornos de la hermenéutica. Por los caminos de Jean Grondin, Cuadernos del Seminario de Hermenéutica 31, Universidad Nacional Autónoma de México 2018.
- FRANCO MEDINA, Juan Manuel, Sobre el sentido de la vida: Convergencia entre Agustín y Jean Grondin, Universidad Eafit, Escuela de Humanidades, Medellín, 2020.

## Récompenses et distinctions
- Officier de l'Ordre national du Québec, 2016[1].
- Prix Molson, 2014.
- Médaille du Jubilé de diamant d'Élizabeth II, 2013
- Titulaire de la Chaire Étienne Gilson de métaphysique, Paris, 2013.
- Officier de l'Ordre du Canada, 2012.
- Prix Killam, 2012.
- Prix André-Laurendeau - Acfas, 2012[2].
- Prix Léon-Gérin, 2011 - Prix du Québec[3].
- Prix Konrad-Adenauer, 2010 - Décerné par la Fondation Alexander-von-Humboldt et la Société Royale du Canada.
- Membre de l'Académie des lettres et des sciences humaines de la Société royale du Canada, 1998.
- 1994 - Bourse Killam.
- Doctorat honoris causa de l'Universidad San Martin de Buenos Aires, 2016.
- Professeur honoris causa de l'UCA de Buenos Aires, 2011.
- Doctorat honoris causa de l'Universidad Nacional de Santiago del Estero (Argentine), 2011.
- Doctorat honoris causa de l'Université Santo Tomás Aquino de Tucumán (Argentine), 2008.
- Bourse de la Fondation Alexander von Humboldt, 1988-89.